# NGC 1911
NGC 1911 (ook wel NGC 1920) is een emissienevel in het sterrenbeeld Goudvis. Het hemelobject werd op 2 november 1834 ontdekt door de Britse astronoom John Herschel.

## Synoniemen
- NGC 1920
- ESO 85-EN71